# هنري ت يكهام
هنري ت يكهام (بالإنجليزية: Henry T. Wickham) (و. 1849 – 1943 م) هو سياسي من الولايات المتحدة الأمريكية .
وهو عضو في الحزب الديمقراطي الأمريكي .

## التعليم
تعلم في جامعة فرجينيا.